# Parascaeas cyanolampra
Parascaeas cyanolampra är en fjärilsart som beskrevs av Edward Meyrick 1936. Parascaeas cyanolampra ingår i släktet Parascaeas och familjen plattmalar. Inga underarter finns listade i Catalogue of Life.